# Oberburg Kobern

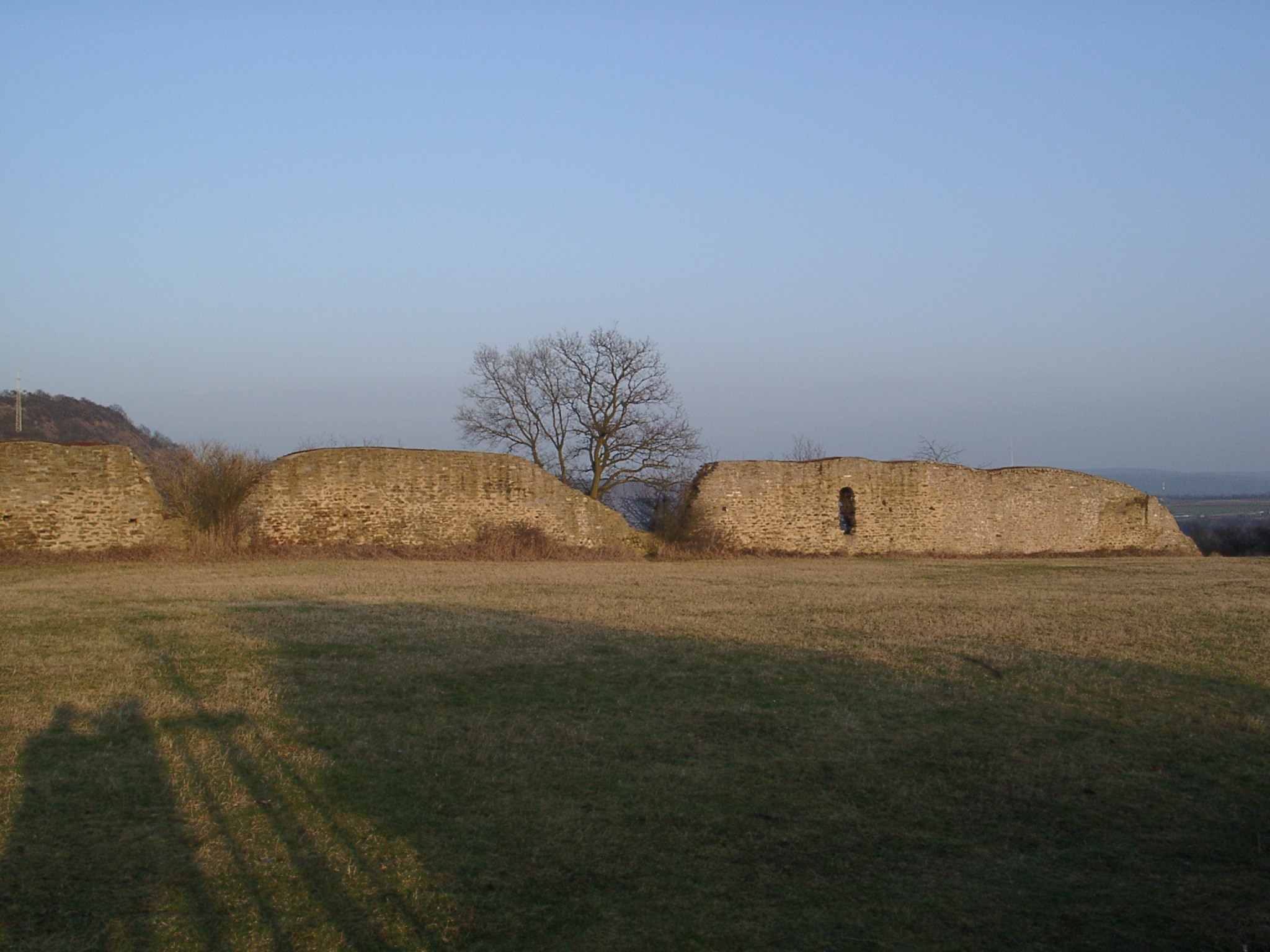
Mauerreste der Oberburg

Die Oberburg Kobern, auch Oberburg oder Altenburg genannt, ist eine Höhenburg oberhalb der Gemeinde Kobern-Gondorf im Landkreis Mayen-Koblenz in Rheinland-Pfalz.

## Lage
Die Ruine der Oberburg erhebt sich in etwa 200 Meter Höhe auf einem zur Mosel vorgeschobenen Berggrat oberhalb der Ortschaft Kobern. Auf dem gleichen Berggrat erhebt sich, etwa 50 Meter tiefer, die Niederburg Kobern.

### Burganlage
Abgesehen von der spätromanischen Matthiaskapelle und dem Bergfried sind im Wesentlichen nur wenige Reste der Ringmauer erhalten. Die Burganlage hat einen rechteckigen Grundriss und misst etwa 110 mal 40 Meter. Erd- und Obergeschoss des etwa 9 mal 9 Meter messenden quadratischen Bergfrieds sind gewölbt. Zum zweiten Obergeschoss gelangt man durch einen im Mauerwerk hochgeführten Treppenlauf.
Das an den Bergfried anschließende Gebäude wurde erst ab 1989 errichtet.

## Geschichte
Die Burg wurde Anfang des 12. Jahrhunderts auf keltischen Befestigungsanlagen errichtet. Erstmals erwähnt wurde sie 1195, als der damalige Burgherr sie dem Trierer Erzbischof als Lehen auftrug.
Die Matthiaskapelle wurde etwa 1220/40 von Ritter Heinrich II. von Isenburg erbaut, um darin das Haupt des Apostels Matthias als Reliquie zu verwahren. Das Burgareal wurde beim Bau der Kapelle vergrößert. Der Chor wurde von einem, vermutlich nicht vollendeten, Vorgängerbau übernommen.
Die Herren von Isenburg-Kobern behielten die Burg bis in die Mitte des 14. Jahrhunderts. Danach wurde sie an den Trierer Erzbischof verkauft und verfiel.
Der Bergfried erhielt 1936 ein Notdach, um ihn vor weiterem Verfall zu schützen. Ab 1989 wurde neben dem Bergfried auf einer bereits ursprünglich bebauten Stelle das heutige Wirtschaftsgebäude errichtet. Der Bergfried wurde im Rahmen dieser Maßnahmen erhöht und erhielt ein neues Dach.

## Besichtigung
Die Burganlage ist ganzjährig zugänglich und kann kostenlos besichtigt werden. Die Matthiaskapelle kann in den Sommermonaten an Sonn- und Feiertagen besichtigt werden. Der Aufstieg erfolgt über einen schmalen Fußweg, dem Kreuzweg durch die Weinberge, aus dem Mühlbachtal. Mit dem Auto ist ein Parkplatz unmittelbar unterhalb der Burg erreichbar.

## Denkmalschutz
Die Oberburg Kobern ist ein geschütztes Kulturdenkmal nach dem Denkmalschutzgesetz (DSchG) und in der Denkmalliste des Landes Rheinland-Pfalz eingetragen. Sie liegt in der Denkmalzone Oberburg mit Matthiaskapelle.